# Pycnarrhena pleniflora
Pycnarrhena pleniflora är en tvåhjärtbladig växtart som beskrevs av Joseph Dalton Hooker och Thoms.. Pycnarrhena pleniflora ingår i släktet Pycnarrhena och familjen Menispermaceae. Inga underarter finns listade i Catalogue of Life.